# شين مكمان
شين براندون مكمان (بالإنجليزية: Shane McMahon)، ولد في 15 يناير 1970، هو رجل أعمال أمريكي ومصارع محترف سابق، يُعرف بشكل رئيسي بفتراته في الاتحاد العالمي للمصارعة.
والده هو فينس مكمان، وينتمي إلى الجيل الرابع من عائلة مكمان التي تعمل في مجال تنظيم المصارعة. بدأ شين العمل في الاتحاد العالمي للمصارعة (المعروف سابقًا باتحاد المصارعة العالمي) في عمر 15 عامًا، حيث بدأ في قسم المستودعات بتجهيز طلبات البضائع. شغل مكمان عدة أدوار منها حكم، ومنتج، ومعلق، وفي النهاية مصارع، كما عمل خلف الكواليس كنائب تنفيذي للرئيس للإعلام العالمي في الاتحاد العالمي للمصارعة. كمصارع، فاز بعدة ألقاب منها بطولة أوروبا، بطولة المواجهات الشرسة، بطولة الفرق في عرض سماك داون، وكأس الاتحاد العالمي للمصارعة عام 2018.
في عام 2004، أسس شركة مجموعة السبع نجوم السحابية التي تحولت لاحقًا إلى شركة أفكار نويمكس، حيث يشغل منصب رئيس مجلس الإدارة التنفيذي. في الأول من أكتوبر 2009، أعلن مكمان استقالته من الاتحاد العالمي للمصارعة. وفي نفس العام، أصبح المدير التنفيذي لشركة خدمات الترفيه أنت على الطلب. في 12 يوليو 2013، تنحى عن منصب المدير التنفيذي لشركة أنت على الطلب وعين ويشنغ ليو خلفًا له، لكنه استمر كمسؤول تنفيذي رئيسي ونائب رئيس مجلس الإدارة حتى عام 2021، حين تم ترقيته إلى رئيس مجلس الإدارة التنفيذي. عاد إلى الاتحاد العالمي للمصارعة عام 2016 وكان شخصية بارزة حتى أكتوبر 2019. بين أغسطس 2020 وأبريل 2023، ظهر بشكل متقطع في فعاليات الاتحاد، حيث كانت آخر ظهور له في مهرجان المصارعة الكبرى 39 قبل أن يعلن اعتزاله بشكل كامل عن الاتحاد العالمي للمصارعة.

## روابط خارجية
- شين مكمان على موقع IMDb (الإنجليزية)
- شين مكمان على موقع إن إن دي بي (الإنجليزية)
- شين مكمان على موقع قاعدة بيانات الفيلم (الإنجليزية)
- شين مكمان على موقع دبليو دبليو إي (الإنجليزية)
- شين مكمان على موقع WrestlingData.com (الإنجليزية)
- شين مكمان على موقع CageMatch worker (الإنجليزية)
- شين مكمان على موقع قاعدة بيانات المصارعة على الإنترنت (الإنجليزية)
- شين مكمان على موقع عالم المصارعة على الإنترنت (الإنجليزية)
- شين مكمان على موقع عالم المصارعة على الإنترنت (الإنجليزية)